# 周慕尧
周慕尧（1943年5月—），男，汉族，上海人，中华人民共和国政治人物，曾任上海科学技术大学副校长、上海市人民政府秘书长兼办公厅主任、上海市人民政府副市长、上海市人大常委会副主任。2002年至2009年兼任上海市人民对外友好协会會長。